# Let's!美バディ
『Let's!美バディ』（レッツ!びバディ）は、TBSテレビで2020年9月28日から2022年9月29日まで毎週月 - 木曜日の9:55 - 10:25（JST）に放送されていた教養番組。

## 概要
『グッとラック!・第2部』が終了（同番組全体としては8:00 - 9:55の30分短縮）したことに伴い開始。月曜 - 木曜9:55 - 10:25に30分番組が編成されるのは『おびゴハン!』以来、1年ぶりである。
YouTuberおよびトレーナーである竹脇まりなが、自宅でできるフィットネスを紹介する。週替わりでゲストがリモート出演し、フィットネスを伝授する形式である。
また、番組後半部分では『グッとラック!・第2部』で放送されていた通販コーナー「納得!買い得!キニナルマーケット」をそのまま引き継ぎ放送している。
2022年10月改編で、同時間帯に俳優・中尾明慶MCの情報バラエティ番組『プチブランチ』が放送開始されることが決定し、当番組は同年9月29日放送回をもって終了。丸2年と1日で番組の歴史に幕を下ろした。なお通販コーナー「キニナルマーケット」は後継番組『プチブランチ』に引き継がれ放送される。

## 出演者

### メイン出演者
- 竹脇まりな - 番組トレーナー
- 美バメン - 男性トレーナー、日替わりで出演。
- ゲスト - 週替わりで出演。

### 「キニナルマーケット」出演者
- 村上知子（森三中）
- ウガッティー

## 放送リスト
| 週            | 放送年 | 放送日                           | ゲスト | 備考                                     |
| ------------- | ------ | -------------------------------- | --- | ---------------------------------------- |
| 1             | 2020年 | 9月28日 - 10月1日                | 丸山桂里奈 |                                          |
| 2             | 2020年 | 10月5日 - 10月8日                | 3時のヒロイン |                                          |
| 3             | 2020年 | 10月12日 10月13日                | 一ノ瀬颯 |                                          |
| 3             | 2020年 | 10月14日 10月15日                | 仲里依紗 |                                          |
| 4             | 2020年 | 10月19日 10月20日                | 一ノ瀬颯 | 10月20日放送分は中国放送でも同時ネット。 |
| 4             | 2020年 | 10月21日 10月22日                | 仲里依紗 |                                          |
| 5             | 2020年 | 10月26日 - 10月29日              | 浅田舞 |                                          |
| 6             | 2020年 | 11月2日 - 11月5日                | 安藤美姫 |                                          |
| 7             | 2020年 | 11月9日 - 11月12日               | ティモンディ |                                          |
| 8             | 2020年 | 11月16日 - 11月19日              | MAX |                                          |
| 9             | 2020年 | 11月23日 - 11月26日              | 鈴木奈々 |                                          |
| 10            | 2020年 | 11月30日 - 12月3日               | 尼神インター | 12月1日放送分は中国放送でも同時ネット。  |
| 11            | 2020年 | 12月7日 - 12月10日               | ゆきぽよ |                                          |
| 12            | 2020年 | 12月14日 - 12月17日              | 片瀬那奈 | 12月15日放送分は中国放送でも同時ネット。 |
| 13            | 2020年 | 12月21日 - 12月24日              | 塚田僚一（A.B.C-Z）･才川コージ                                                                                        |                                          |
| 14            | 2021年 | 1月4日 - 1月7日                  | 小島よしお |                                          |
| 15            | 2021年 | 1月11日 - 1月14日                | 椿鬼奴 | 1月12日放送分は中国放送でも同時ネット。  |
| 16            | 2021年 | 1月18日 - 1月21日                | 朝日奈央 | 1月19日放送分は中国放送でも同時ネット。  |
| 17            | 2021年 | 1月25日 - 1月28日                | 辻本達規（BOYS AND MEN）                                                                                              |                                          |
| 18            | 2021年 | 2月1日 - 2月4日                  | 橋本マナミ |                                          |
| 19            | 2021年 | 2月8日 - 2月11日                 | バービー（フォーリンラブ）                                                                                            |                                          |
| 20            | 2021年 | 2月15日 - 2月18日                | おかずクラブ |                                          |
| 20            | 2021年 | 2月22日 - 2月25日                | 野々村友紀子 |                                          |
| 21            | 2021年 | 3月1日 - 3月4日                  | ニッチェ |                                          |
| 22            | 2021年 | 3月8日 - 3月11日                 | 真田ナオキ |                                          |
| 23            | 2021年 | 3月15日 - 3月18日                | 須田亜香里（SKE48）                                                                                                   |                                          |
| 24            | 2021年 | 3月22日 - 3月25日                | 相席スタート |                                          |
| 25            | 2021年 | 3月29日 - 4月1日                 | 浅田舞 |                                          |
| 26            | 2021年 | 4月5日 - 4月8日                  | サンシャイン池崎 |                                          |
| 27            | 2021年 | 4月12日                          | 向井康二（Snow Man) 、目黒蓮（Snow Man)                                                                               |                                          |
| 27            | 2021年 | 4月13日 4月14日                  | 菊地亜美 |                                          |
| 27            | 2021年 | 4月15日                          | ジェシー（SixTONES）                                                                                                  |                                          |
| 28            | 2021年 | 4月19日 - 4月21日                | 山崎静代（南海キャンディーズ）                                                                                        |                                          |
| 28            | 2021年 | 4月22日                          | 田中樹 (SixTONES) |                                          |
| 29            | 2021年 | 4月26日 - 4月29日                | あばれる君 |                                          |
| 30            | 2021年 | 5月2日 - 5月6日                  | ジャングルポケット |                                          |
| 31            | 2021年 | 5月10日 - 5月13日                | すみれ |                                          |
| 32            | 2021年 | 5月17日 - 5月20日                | 小宮璃央 |                                          |
| 33            | 2021年 | 5月24日 - 5月27日                | 秋元真夏（乃木坂46）                                                                                                  |                                          |
| 34            | 2021年 | 5月31日 - 6月3日                 | 王林（りんご娘） |                                          |
| 35            | 2021年 | 6月7日 - 6月10日                 | 児嶋一哉（アンジャッシュ）                                                                                            |                                          |
| 36            | 2021年 | 6月14日 - 6月17日                | 朝比奈彩 |                                          |
| 37            | 2021年 | 6月21日 - 6月24日                | 鈴木美羽・ニッチェ・きなこ・児嶋一哉（アンジャッシュ）                                                                |                                          |
| 38            | 2021年 | 6月28日 - 7月1日                 | 佐藤寛太（劇団EXILE）                                                                                                 |                                          |
| 38            | 2021年 | 7月5日 - 7月8日                  | 須田亜香里 (SKE48) |                                          |
| 39            | 2021年 | 7月12日 - 7月15日                | 井上咲楽 |                                          |
| 40            | 2021年 | 7月19日 - 7月22日                | 三四郎 (お笑いコンビ)                                                                                                 |                                          |
| 41            | 2021年 | 7月26日 - 7月27日 7月29日 8月2日 | 稲村亜美 |                                          |
| 42            | 2021年 | 8月9日 - 8月12日                 | かが屋・髙地優吾（SixTONES）                                                                                          |                                          |
| 43            | 2021年 | 8月16日 - 8月19日                | JO1 |                                          |
| 44            | 2021年 | 8月23日 - 8月26日                | ハローキティ・マイメロディ・尾形貴弘（パンサー）                                                                      |                                          |
| 45            | 2021年 | 8月30日 - 9月2日                 | 郷ひろみ |                                          |
| 46            | 2021年 | 9月6日 - 9月9日                  | ぼる塾・ダイアン |                                          |
| 47            | 2021年 | 9月13日 - 9月16日                | カミナリ |                                          |
| 48            | 2021年 | 9月21日 - 9月23日                | 岡副麻希 |                                          |
| 49            | 2021年 | 9月27日 - 9月30日                | 足立梨花 |                                          |
| 50            | 2021年 | 10月4日 - 10月5日                | コロコロチキチキペッパーズ                                                                                            |                                          |
| 50            | 2021年 | 10月6日 - 10月7日                | U字工事 |                                          |
| 51            | 2021年 | 10月11日 - 10月14日              | 飯沼愛 近藤くみこ（ニッチェ）(11日のみ) 武山瑠香(14日のみ)                                                            |                                          |
| 52            | 2021年 | 10月18日 - 10月20日              | アルコ&ピース |                                          |
| 52            | 2021年 | 10月21日                         | ジェシー（SixTONES）                                                                                                  |                                          |
| 53            | 2021年 | 10月25日 - 10月26日              | 松田好花・潮紗理菜（日向坂46）                                                                                        |                                          |
| 53            | 2021年 | 10月27日 - 10月28日              | 佐々木久美・濱岸ひより（日向坂46）                                                                                    |                                          |
| 54            | 2021年 | 11月1日 - 11月4日                | 東京ホテイソン |                                          |
| 55            | 2021年 | 11月8日 - 11月11日               | ハリセンボン |                                          |
| 56            | 2021年 | 11月15日 - 11月18日              | ほのか |                                          |
| 57            | 2021年 | 11月22日 - 11月25日              | 工藤美桜 |                                          |
| 58            | 2021年 | 11月29日 - 12月2日               | 純烈 |                                          |
| 59            | 2021年 | 12月6日 - 12月9日                | 野呂佳代 |                                          |
| 60            | 2021年 | 12月13日 - 12月16日              | 浜口京子 |                                          |
| 61            | 2021年 | 12月20日 - 12月23日              | 塚田僚一（A.B.C-Z）・水谷隼                                                                                           |                                          |
| 62            | 2021年 | 12月27日 - 12月28日              | フワちゃん・山田勝己（ミスターSASUKE）                                                                                |                                          |
| 63            | 2022年 | 1月4日 - 1月7日                  | 小島よしお・Everybody・アイクぬわら（超新塾）                                                                         |                                          |
| 64            | 2022年 | 1月10日 - 1月13日                | マヂカルラブリー・おばたのお兄さん・ジョイマン                                                                        |                                          |
| 65            | 2022年 | 1月17日 - 1月20日                | 萩原利久 |                                          |
| 65            | 2022年 | 1月24日 - 1月27日                | 伊藤歩・陣・武知海青（THE RAMPAGE from EXILE TRIBE）                                                                  |                                          |
| 66            | 2022年 | 1月31日 - 2月3日                 | 塚田僚一・五関晃一・戸塚祥太（A.B.C-Z）                                                                               |                                          |
| 67            | 2022年 | 2月7日 - 2月10日                 | すゑひろがりず・鈴木奈々                                                                                              |                                          |
| 68            | 2022年 | 2月15日 - 2月17日                | 春日俊彰（オードリー）・紫吹淳                                                                                        |                                          |
| 69            | 2022年 | 2月21日 - 2月24日                | 浜口京子・きつね |                                          |
| 70            | 2022年 | 2月28日 - 3月3日                 | ダレノガレ明美・須田亜香里（SKE48）・宮下草薙                                                                         |                                          |
| 71            | 2022年 | 3月7日 - 3月10日                 | テツandトモ・ほのか                                                                                                   |                                          |
| 72            | 2022年 | 3月14日 - 3月17日                | 蛙亭・SAM（TRF） |                                          |
| 73            | 2022年 | 3月21日 - 3月24日                | 小島よしお・加藤諒 |                                          |
| 74            | 2022年 | 3月28日 - 3月31日                | 高橋ユウ・春日俊彰（オードリー）                                                                                      |                                          |
| 75            | 2022年 | 4月4日 - 4月7日                  | 浜口京子・那須雄登（美 少年 / ジャニーズJr.）                                                                         |                                          |
| 76            | 2022年 | 4月11日 - 4月14日                | 大野いと・浜口京子・小島よしお                                                                                        |                                          |
| 77            | 2022年 | 4月18日 - 4月21日                | 小島よしお・武田玲奈・ジョイマン・王林                                                                                |                                          |
| 78            | 2022年 | 4月25日 - 4月28日                | 武田玲奈・王林 |                                          |
| 79            | 2022年 | 5月2日 - 5月5日                  | 小島よしお・インディアンス・やす子・アインシュタイン・ ほのか・四千頭身                                               |                                          |
| 80            | 2022年 | 5月9日 - 5月12日                 | 辻希美・杉浦太陽・ほのか・インディアンス・ 武知海青（THE RAMPAGE from EXILE TRIBE）・ やす子・小島よしお              |                                          |
| 81            | 2022年 | 5月16日 - 5月19日                | なすなかにし・アインシュタイン・ 牧秀悟（横浜DeNAベイスターズ）・ほのか                                               |                                          |
| 82            | 2022年 | 5月23日 - 5月26日                | エハラマサヒロ・白羽ゆり・ほのか                                                                                      |                                          |
| 82            | 2022年 | 5月30日 - 6月2日                 | 福田悠太・辰巳雄大（ふぉ〜ゆ〜）・春日俊彰（オードリー）                                                              |                                          |
| 83            | 2022年 | 6月6日 - 6月9日                  | おばたのお兄さん・西野未姫                                                                                            |                                          |
| 84            | 2022年 | 6月13日 - 6月16日                | 菊地亜美・ほのか |                                          |
| 85            | 2022年 | 6月20日 - 6月23日                | 佐々木大光・菅田琳寧・中村嶺亜・本髙克樹・矢花黎・今野大輝（7 MEN 侍 / ジャニーズJr.）・ 小島よしお・ほのか・四千頭身 |                                          |
| 86            | 2022年 | 6月27日 - 6月30日                | 松尾龍・和田優希・林蓮音・中村浩大（Jr.SP / ジャニーズJr.) ・ 春日俊彰（オードリー）                                  |                                          |
| 87            | 2022年 | 7月4日 - 7月7日                  | 小島よしお・村上佳菜子                                                                                                |                                          |
| 88            | 2022年 | 7月11日 - 7月14日                | 高橋尚子・おばたのお兄さん                                                                                            |                                          |
| 89            | 2022年 | 8月8日 - 8月11日                 | 濵田崇裕・神山智洋（ジャニーズWEST）                                                                                  |                                          |
| 90            | 2022年 | 8月15日 - 8月18日                | 土佐兄弟・おばたのお兄さん・ 武知海青（THE RAMPAGE from EXILE TRIBE）                                                 |                                          |
| 91            | 2022年 | 8月22日 - 8月25日                | 塚田僚一（A.B.C-Z）・雨宮萌果・東京ホテイソン・キンタロー。                                                           |                                          |
| 92            | 2022年 | 8月29日 - 9月1日                 | 大原優乃・上原りさ・小林よしひさ（よしおにいさん）                                                                    |                                          |
| 93            | 2022年 | 9月5日 - 9月8日                  | 武知海青・浦川翔平・藤原樹（THE RAMPAGE from EXILE TRIBE）                                                            |                                          |
| 94            | 2022年 | 9月12日 - 9月15日                | 大島美幸・黒沢かずこ（森三中）・小島よしお                                                                            |                                          |
| 95            | 2022年 | 9月20日 - 9月22日                | チャンカワイ（Wエンジン）                                                                                             |                                          |
| 96 （最終週） | 2022年 | 9月26日 - 9月29日                | 狩野舞子・井上咲楽・森脇健児・おばたのお兄さん                                                                        |                                          |

## ネット局
| 放送対象地域 | 放送局           | 系列    | 放送日時                 | 備考       |
| ------------ | ---------------- | ------- | ------------------------ | ---------- |
| 関東広域圏   | TBSテレビ（TBS） | TBS系列 | 月曜 - 木曜 9:55 - 10:25 | 【制作局】 |

- 中国放送（RCC、広島県）でも火曜日に不定期で放送していたが、2021年1月19日を最後に放送されなくなった。

## 放送休止
2020年
- 12月28日 - 12月31日：年末期の特別番組編成のため休止。

2021年
- 7月28日、8月3 - 5日：各日ともに東京2020オリンピック中継を放送のため休止[注釈 2]。
- 9月20日：『博多華丸・大吉のピンチで生き残る”知恵セブン”3』（RKB毎日放送制作。9:55 - 10:50）を放送のため休止。
- 12月29・30日：年末期の特別番組編成のため休止。

2022年
- 1月3日：『「オー!マイ・ボス!恋は別冊で」お正月一挙放送SP』（6:00 - 15:00[注釈 3]）を放送のため休止。
- 2月14日：『北京2022オリンピック・スノーボード女子ビッグエア予選』中継[注釈 4]（9:55 - 13:55[注釈 5]）を放送のため休止。
- 7月18 - 21日・25日：各日ともに『世界陸上2022オレゴン』中継（各日とも8:00 - 12:25）を放送のため休止。
- 7月26 - 28日・8月1 - 4日：各日ともに『私が女優になる日_Season2 特別版』（各日とも9:55 - 10:25）を放送のため休止。なお本番組内の通販企画「キニナルマーケット」は同番組に内包する形式で放送。
- 9月19日：『コンテスト受賞者集めてみました!』（RKB毎日放送制作、9:55 - 10:50）を放送のため休止。なお本番組内の通販企画「キニナルマーケット」は10:50 - 11:00に単独番組として放送。

## スタッフ
- プロデューサー：森亜希子（kimika）[16]
- 演出：白井秀知（kimika）亀山剛志(kimika)[16]
- 編成：高橋秀光[16]、上田淳也[16]
- 製作：TBS[16]、kimika[16]